# King Tubby
King Tubby, född som Osbourne Ruddock 28 januari 1941 i Kingston, Jamaica, död 6 februari 1989 i Kingston, Jamaica, var en jamaicansk musikproducent och reggaemixare, känd för sin stora medverkan i utvecklingen av reggaemusiken och då särskilt dubmusiken. 
I slutet av 1960-talet och i början av 1970-talet utvecklades i Kingston även inspelningsstudiornas reggaemixare (jamaicanska: studio man) till artister. Det var särskilt två av dessa som utmärkte sig: King Tubby och Lee "Scratch" Perry. De samarbetade med de bästa musikerna och låtskrivarna och experimenterade fram nya sound och gjorde flera versioner av en hitlåt. Det kunde handla om att låta sångaren sjunga en annan sång till samma komp eller att använda sig av andra musiker och sångare. När till slut en reggae guitar införlivades som det rytminstrument som förstärkte baktakten började reggaen låta som den gjorde 1972 – 1982.
När det gäller dubmusiken togs på 1960-talet bara sången bort, och dessa huvudsakligen instrumentalversioner användes av U Roy och andra jamaicanska gathörns-discjockeyer när de toastade till den musik som pumpades ut ur mobila sound systems. Sedan började King Tubby (och många efterföljare) lägga till ljud och ljudeffekter som ekon och fler musikinstrument samtidigt som de tog bort andra ljud, särskilt reggaegitarren. Eftersom vissa ljud "suddades" bort kallades musiken även för rub a dub.
Den stil King Tubby utvecklade blev mycket populär. På 1970-talet mynnade hans experiment ut i modern dub – ett renodlat mixerbordsartisteri som även kunde användas till helt andra musikstilar än just reggae. King Tubby hade många egna hits och jobbade med jamaicanska storheter som Augustus Pablo och Bunny Lee. Under senare delen av 1970-talet slutade han spela in musik, men hjälpte ändå vissa artister på traven genom att producera dem. King Tubby gick en för tidig död till mötes liksom så många andra jamaicanska artister som lyckats nå ut till köpstarka fans i Europa och Nordamerika. Han sköts till döds utanför sitt hem i Duhaney Park i Kingston av flera okända gärningsmän 1989, det var sannolikt ett rånförsök som urartade.